# Encampment (Wyoming)
Encampment es un pueblo ubicado en el condado de Carbon en el estado estadounidense de Wyoming. En el año 2010 tenía una población de 450 habitantes y una densidad poblacional de 109.76 personas por km² .

## Geografía
Encampment se encuentra ubicado en las coordenadas 41°12′31.6″N 106°47′41.32″O / 41.208778, -106.7948111. Según la Oficina del Censo, la localidad tiene un área total de 4,1 km² (1,6 mi²), de la cual 4,1 km² (1,6 mi²) es tierra y 0 km² (0 mi²) (0.0%) es agua.

## Demografía
En el 2000 la renta per cápita promedia del hogar era de $29.444, y el ingreso promedio para una familia era de $37.083. El ingreso per cápita para la localidad era de $20.632. En 2000 los hombres tenían un ingreso per cápita de $36.786 contra $19.375 para las mujeres. Alrededor del 19.60% de la población estaba bajo el umbral de pobreza nacional.